# Bosveld van Zuidelijk Afrika
Het Bosveld van Zuidelijk Afrika (Afrikaans: Bosveld, Engels: Bushveld) is een WWF-ecoregio.
Het is bij uitstek een savannebioom, zoals dat 54% van zuidelijk Afrika in beslag neemt. Het grenst aan andere savanne-ecoregio's en verschilt daar voornamelijk van doordat het gebied vrij hoog ligt, tussen 700 en 1.100 meter boven de zeespiegel. Het ruige Waterberggebied rijst daar met zijn 1.200–1.500 meter bovenuit.
De neerslag bedraagt tussen 350 en 750 mm per jaar, behalve in het Waterberggebied, waar het wat meer regent: 650–900 mm per jaar. De gemiddelde temperatuur bedraagt 21 °C en varieert van –3 °C tot +40 °C. In tegenstelling tot het hogeveld is vorst hier een zeldzaamheid.

## Flora
Hoewel de regio een rijke flora en fauna heeft, zijn er maar weinig endemische soorten.
De voornaamste boomsoort van de savanne is de mopane (Colophospermum mopane) en grassen als Hyparrhenia filipendula en H. dissolute komen veel voor. Op de Springbokvlakte in het zuidwesten is er een wat ander type bosveld met veel acaciasoorten: A. tortilis, A. nilotica, A. nigrescens, A. gerrardii en A. karoo. Ook de grassen zijn wat anders, zoals Ischaemum afrum, Sehima galpinii en Setaria incrassata.
In het Waterberggebied worden Faurea saligna, Acacia caffra, Burkea africana, Terminalia sericea, Peltophorum africanum, Kirkia acuminata, Englerophytum magalismontarum, Combretum apiculatum, C. molle en Protea caffra aangetroffen.
Waterberg heeft een aantal endemische planten, zoals Euphorbia waterbergensis, Hibiscus waterbergensis en Aloe petrophila

## Beschermde gebieden
- Zuid-Afrika
  - Pilanesberg
  - Hans Strydom
  - Doorndraai
  - Nylsvlei
- Zimbabwe
  - Matopos

## Galerij

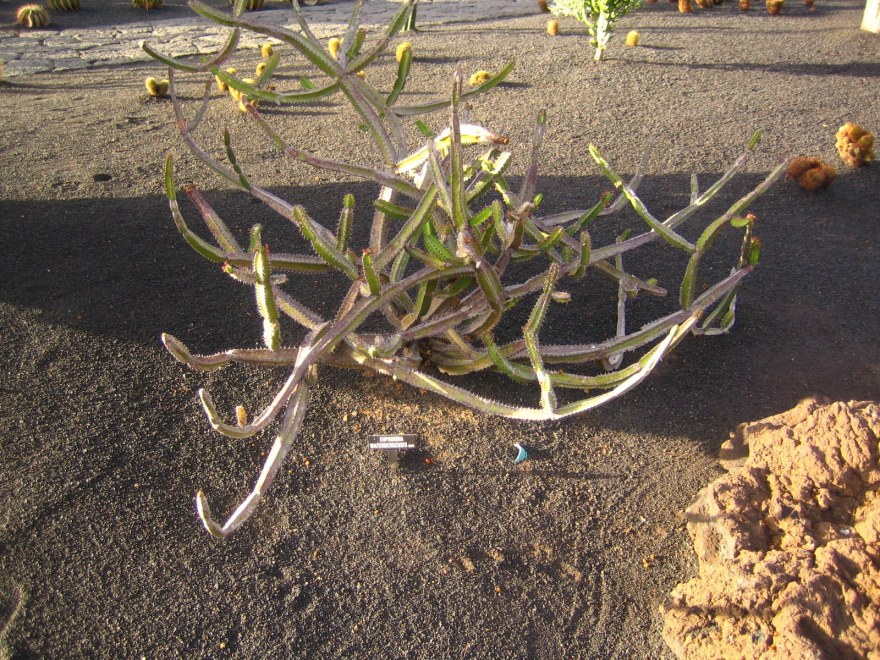
Euphorbia waterbergensis

AT0115 Bergwouden · 
AT0116 Kustbossen · 
AT0119 Maputaland · 
AT0708 Kalahari bosland · 
AT0717 Bosveld · 
AT0725 Mopanebosland · 
AT1003 Hoge Drakensbergen · 
AT1004 Lage Drakensbergen

AT1009 Hogeveld · 
AT1012 Pondoland · 
AN1104 Marioneiland · 
AT1201 Zuurveld · 
AT1202 Laag fynbos · 
AT1203 Hoog fynbos · 
AT1309 Kalahari droge savanne · 
AT1314 Nama-Karoo · 
AT1322 Succulenten-Karoo · 
AT1405 Mangrovebossen